# 一党制

現在の一党制国家（一党制のベトナム、キューバ、ラオス。事実上の一党独裁制の中華人民共和国、朝鮮民主主義人民共和国、サハラ・アラブ民主共和国、エリトリア）

一党制（いっとうせい）とは、合法政党が一党しか存在せず、ほかの政党は存在が許されない政党制である。一党支配制とも。広義にはヘゲモニー政党制などの事実上の一党独裁制も含む。

## 概要

### サルトーリ以前における一党制の概念
1970年代までの政治学者は、一つの政党が突出して大きい政党制を一党制と呼び、独裁政治に分類する場合が多かった。一部には、与党が連続して選挙で勝つ国は民主主義ではないと考える者もいた。
後述するサルトーリによる一党制の概念により、一党制を幅広くとらえる考え方は、政治学では受け入れられなくなった。しかし通俗的には一党制を広くとらえる用語法は根強く残っている。独裁と結びつく一党制を悪口として用い、様々な政敵にこの語を貼り付けようとする人が多いためである。

### サルトーリによる一党制の概念
ジョヴァンニ・サルトーリが提唱した政党システム論は、一党制の拡張的用法を拒否し、厳格に一党だけのシステムにのみ適用する。一党制とは、一つの政党以外が存在を許されないシステムである。それは、一つ以上の政党があるヘゲモニー政党制や、制度的に競合が保障されている一党優位政党制と区別される。
実際の分類では、一党制とヘゲモニー政党制との境界は微妙な場合がある。憲法や法律で一党制が規定されていれば、一党制と判断できる。有力野党が非合法化され、弾圧があっても、ほかの野党がわずかな議席を持っているならば、それは一党制ではなくヘゲモニー政党制である。しかし弾圧によって力のある野党が除去され、結果として議席のすべてを一党が占めている場合に、小政党が認められているのかどうかの判定は、概念的にも資料入手の点でも難しい。
サルトーリは、この一党制をさらに分類して、全体主義一党制、権威主義一党制、プラグマティック一党制を提唱した。しかしこの用語法は普及していない。理由の一つは、全体主義概念の未確定にある。

## 一党制の例
現存する一党制における例としては、キューバ（キューバ共産党）、ベトナム（ベトナム共産党）、ラオス（ラオス人民革命党）、エリトリア（民主正義人民戦線）が挙げられる。
かつての一党制における例としては、ソ連（ソビエト連邦共産党）、モンゴル（モンゴル人民革命党）が挙げられる。
台湾省戒厳令が布告中（蔣介石・蔣経国政権下）だった中華民国の中国国民党と中国民主社会党・中国青年党、中華人民共和国の中国共産党と民主党派、北朝鮮の朝鮮労働党と天道教青友党・朝鮮社会民主党のように、複数の合法政党（衛星政党）が存在しても実態としては特定の一政党が国家を支配しているような場合はヘゲモニー政党制に分類される。